# Metal Storm (сайт)
Metal Storm — интернет-издание, специализирующееся на различных жанрах метал-музыки. Базируется в Таллине, Эстония, но обслуживает международную аудиторию, что символически подтверждается приобретением домена ЕС в 2008 году.

## Сообщество

### Участники
Пользователи Metal Storm могут бесплатно зарегистрироваться и создать собственный профиль в соответствии со своими предпочтениями. Обширный формат профиля позволяет пользователям отображать подробную информацию о своих музыкальных вкусах, активности на сайте и другую разную информацию, включая до трех фотографий. «Очки сообщества» присуждаются пользователям за участие в сообщениях форума, информации о группе, текстах песен, новостях, событиях, обзорах и статьях, причем количество начисляется в зависимости от ценности вклада. Пользователи также могут добавлять альбомы в свою «Коллекцию», интерактивный список приобретенных альбомов, статистику которых можно графически визуализировать в виде круговых диаграмм с разбивкой по стилям и странам. Эти списки вместе с избранными группами и категориями рейтингов анализируются для сравнения пользователей и сопоставления со схожими музыкальными вкусами в области «Соседи» вкладки «Коллекция».

### Форум
У Metal Storm есть форум, доступный всем зарегистрированным участникам. Форум разделен на множество категорий, включая разделы для обсуждения конкретных стилей метала, неметаллической музыки, общих дискуссий и тем, связанных с сообществом. Все комментарии к публикациям на сайте также включены в форум для удобства. Форумы проходят модерацию на предмет спама и незаконного контента, такого как порнография и нарушение авторских прав, но в остальном не подвергаются цензуре. Это вызвало проблемы с рядом постов, в которых, по крайней мере, один участник высказывал как расистские, так и женоненавистнические комментарии, включая исламофобию.

### Трейдлист
В разделе «Коллекция» каждого участника у них есть возможность включить альбом в свою обычную коллекцию, в свой список желаний или в свой трейдлист (список о покупке/продажи альбомов). Затем участники могут просматривать трейдлисты других участников и в частном порядке вести переговоры о торговле альбомами. Metal Storm заявляет, что продажа альбомов должна осуществляться на страх и риск участника и что сайт не несет ответственности за какие-либо результаты.

## Датабаза групп
Metal Storm содержит базу данных метал-групп, каждая из которых имеет подробный профиль, включая такую информацию, как биография, дискография, состав, жанровая категория, фото, логотип и многое другое. Все зарегистрированные участники могут редактировать базу данных и дополнять недостающую информацию. Перед публикацией правки сообщества модерируются сотрудниками.

### Категоризация по жанрам
В Metal Storm метал разделен на три широкие подкатегории. Группы, которые попадают между двумя подкатегориями, обычно распределяются на основе того, какие элементы исторически наиболее заметны в их музыке, хотя никаких строгих правил не существует.
Мелодичный металл
В эту подкатегорию входят такие жанры метала, как хэви-метал, пауэр-метал, прогрессив-метал, глэм-метал, дум-метал, готик-метал, фолк-метал, спид-метал и симфоник-метал.
Экстремальный металл
В эту подкатегорию входят такие жанры метала, как блэк-метал, дэт-метал, грайндкор, трэш-метал и грув-метал. Группы «экстремального дум-метала» также входят в эту подкатегорию.
Альтернативный металл
Эта подкатегория включает в себя жанры метала, такие как альтернативный метал, ню-метал, металкор, стоунер-метал, сладж-метал, постметал, рэп-метал, индастриал-метал, авангардный метал и дроун-метал.

### Условия включения групп
Metal Storm известен своим относительно вольным отношением к включению в датабазу групп, которые нельзя однозначно отнести к категории метал-групп. База данных позволяет использовать «невидимые» профили — термин, используемый для профилей, которые являются либо неполными, либо для групп, не имеющих достаточного количества «метал-элементов», чтобы их можно было разместить на сайте. Эти профили по-прежнему общедоступны; однако они не так раскручены, как группы, которые, несомненно, являются металлическими. Тем не менее, у Metal Storm все еще есть заметные профили для стилистически неоднозначных групп, таких как Slipknot, Candiria и Led Zeppelin. Более того, на сайте много обзоров стилистически неоднозначных групп, чаще всего из жанров готик-рока, нойз-рока, индастриала, хард-рока, прогрессив-рока, альбомно-ориентированного рока и дарквейва. Такое отношение рационализируется как попытка способствовать открытости среди поклонников метала. Хотя это кажется противоречащим тому, что группы ню-метала намеренно исключены с сайта.

## Система рейтингов и обзоры
Участники имеют возможность оценивать альбомы по шкале от 1 до 10, при этом общее количество голосов всех участников дает средний рейтинг. Студийные альбомы, набравшие более 200 голосов, могут быть включены в список «200 лучших альбомов», в то время как другие альбомы, набравшие 20 голосов, могут быть включены в более узконаправленные списки, включая «20 лучших альбомов по годам», «Лучшие альбомы по стилю» и «Альбомы с конца» (альбомы с самой низкой средней оценкой пользователей). Концертные альбомы и DVD также могут быть включены в соответствующие списки после получения 20 голосов.
У Metal Storm есть команда официальных рецензентов, которые получают альбомы от лейблов и групп, а затем публикуют официальные обзоры на них на первой странице сайта. Тем не менее, все зарегистрированные пользователи могут отправлять обзоры альбомов при условии, что они содержат музыку, выпущенную не менее 3 месяцев. В случае принятия редакторами эти отзывы публикуются как «Отзывы гостей» с приложением к ним соответствующего заявления об отказе от ответственности. Качество рецензий различается по стилю написания, субъективности и даже стандартам орфографии и грамматики. Особенно это касается ранних обзоров. Количество обзоров на веб-сайте сократилось в последние годы, при этом основной упор делается на продвижение любимых коллективов рецензентов, а не на предоставление более широкого обзора.
Какое-либо событие считается «Поддерживаемым мероприятием» (англ. Supported Event) Metal Storm, если организаторы разрешают аккредитацию прессы для официального рецензента с веб-сайта. Затем мероприятие получает официальный обзор с фотографиями. Как и обзоры альбомов, отзывы о концертах также принимаются от пользователей; однако такие события не считаются Поддерживаемыми. В 2008 году MetalStorm стал одним из официальных партнеров французского фестиваля HellFest, и ряд интервью, взятых на фестивале персоналом Metal Storm, будет включен в грядущий DVD HellFest. Партнерство продолжено в 2009 году.

## Metal Storm Awards
Metal Storm проводит ежегодную премию, на которой они выбирают альбом года в различных жанрах метала. Официальные 10 кандидатов в каждой категории определяются сотрудниками и получают краткое описание и, если возможно, ссылку на официальный обзор MetalStorm. Помимо официальных номинантов, пользователи имеют возможность подавать «входящие» голоса для групп, которые официально не номинированы. Были некоторые разногласия по поводу того, как выбираются официальные кандидаты, и как сотрудники сознательно пытались увести голосование от релизов популярных групп в пользу своих собственных предпочтений. Это включало размещение альбомов в неправильных категориях. Например, в 2015 году на награду был официально номинирован альбом Tribulation The Children of the Night в категории дэт-метал, несмотря на то, что в альбоме не было никаких стилистических компонентов, связанных с дэт-металом.
Также каждый год вручается специальная награда «Лучший скандал» (англ. Best drama). Он отдаётся группе, которая, как считается, стала поводом для хорошего скандала в прошедшем году. Премия за скандал обычно носит саркастичный характер и не считается «серьёзной наградой». В 2007 году награда была вручена Gorgoroth за борьбу за права на имя Gorgoroth. В 2008 году награда за лучший скандал досталась «Metal Storm против Википедии» или, как его переформулировали в номинации, конфликту между «персоналом Metal Storm и суперпозерами Википедии». Это вращалось вокруг того, что страница Metal Storm в Википедии достигла стандартов известности Википедии. Это был первый год, когда за эту награду проголосовали пользователи Metal Storm, и в качестве номинантов были указаны различные скандалы. В прошлом сотрудники Metal Storm сами выбирали награду за «Лучший скандал».
Каждый год Metal Storm связывается со всеми группами, номинированными на награды в каждой категории, и многие группы публикуют информацию о своих номинациях и наградах в виде новостей на своих официальных сайтах. Что касается наград 2008 года, новость о победе Oceans of Sadness в категории авангардного металла была напечатана в бельгийско-фламандской газете Gazet Van Antwerpen.